# Weterynaryjne Centrum Kształcenia Podyplomowego
Weterynaryjne Centrum Kształcenia Podyplomowego (WCKP) – dział Państwowego Instytutu Weterynarii - Państwowego Instytutu Badawczego w Puławach, powołany do organizacji szkoleń oraz studiów specjalizacyjnych dla lekarzy weterynarii oraz pracowników inspekcji weterynaryjnej.

## Historia
Weterynaryjne Centrum Kształcenia Podyplomowego powstało w 1994 roku przejmując kompetencje likwidowanego Centralnego Ośrodka Kształcenia Kadr Weterynaryjnych.

## Zadania
Do zadań WCKP należy:
- organizowanie szkoleń, seminariów, kursów itp.
- opracowywanie programów i planów dokształcania zawodowego lekarzy weterynarii oraz pracowników inspekcji weterynaryjnej
- obsługa administracyjno-techniczna studiów podyplomowych
- organizowanie konferencji naukowych krajowych i międzynarodowych z zakresu weterynarii i dziedzin pokrewnych
- współpraca z krajowymi i zagranicznymi ośrodkami naukowymi, organami inspekcji weterynaryjnej i innymi podmiotami w zakresie organizacji szkoleń i konferencji

## Działalność
WCKP prowadzi obecnie szkolenia w ramach programu wieloletniego "OCHRONA ZDROWIA ZWIERZĄT I ZDROWIA PUBLICZNEGO",  w ramach którego prowadzone są szkolenia z zakresu mikrobiologii, parazytologii, epizootiologii weterynaryjnej. Centrum prowadzi również szkolenia odpłatne dla lekarzy weterynarii np. "Badanie mięsa świń, dzików, koni i nutrii metodą wytrawiania próby zbiorczej z zastosowaniem metody magnetycznego mieszania", które jest wymagane od lekarzy wet. pracujących przy kontroli podczas uboju świń, dzików oraz koni.
Ponadto WCKP prowadzi studia specjalizacyjne (podyplomowe) dla lekarzy weterynarii.
Oprócz koordynacji i prowadzenia szkoleń WCKP w swoim budynku ma możliwość zapewnienia dla klientów zakwaterowania oraz wyżywienia.